# Lluc Vizentini i Finet
Lluc Vizentini i Finet (Ceret, Vallespir, 2 d'agost del 1990) és músic de flabiol i fiscorn, compositor de sardanes.
Inicià de molt jove els estudis musicals al conservatori de Perpinyà i estudià flabiol amb els mestres Frederic Guisset i Marcel Sabaté, i violí barroc amb el mestre Christian Rouquier. Estudià a l'Escola Superior de Música de Catalunya i va ser deixeble d'instrumentació per cobla del mestre Francesc Cassú; també estudià fiscorn amb el Francesc "Xicu" Cla. Té el premi de flabiol del conservatori de Perpinyà.
L'any 2010 va ser el flabiolaire fundador de la Cobla "Nova Germanor" de la Catalunya del Nord i va ser flabiolaire de les cobles Germanor, Combo-gili, Casenoves i PuntCat. Actualment és el flabiolaire de la cobla Sol de Banyuls. Porta la direcció musical de la cobla Santiga. És membre del grup musical MALV, juntament amb la seva mare Mariel·la Finet i Herbera i la seva germana Aurora Vizentini.
Algunes de les sardanes que ha estrenat són A l'aplec desaparegut (28/3/2010), I ara, què tocarem? (19/6/2010, obligada de flabiol), Quan arriba el coratge (13/2/2011), Sol de Banyuls construint un camí (29/5/2011), Les veus de l'estany (3/7/2011), Avé Mariel·la, filii tui te salutant (8/4/2012), Ballades "au coquillage" (20/5/2012), Calella, cap a l'infinit i més enllà (3/6/2012), L'aplec cerdà (11/8/2013). Altres han estat, a més, enregistrades: Arròs amb Llobregat (2019), Bogeries rubinenques (2015), El concurs de la capitalitat (2019), 1964 (2013), Monestir de Santa Maria de Gerri de la Sal (2013), Un conill perdut a la neu (2018)
El 2018 rebé el guardó Popular del premi Conrad Saló per la sardana Amb ganes i el 2019 l'accèssit al Premi Joventut del concurs La Sardana de l'Any per Festes selvatanes.

## Enregistraments
- Cobla Els Casenoves. Casenoves, 50 anys.  Aiguaviva: estudi 44.1, 2014.
- La Principal del Llobregat. 90 La Principal del Llobregat.  Barcelona: Audiovisuals de Sarrià, 2018.
- Cobla Jovenívola de Sabadell. Sardanes dedicades a Rubí 7.  Barcelona: Audiovisuals de Sarrià, 2021.
- Cobla Mil·lenària. Perpinyà, capital de la sardana.  Girona: Música Global, 2019.
- Cobla Contemporània. Sardaxou 12.  Barcelona: Audiovisuals de Sarrià, 2021.